# コリン・マードック
コリン・マードック（Colin Murdock、Colin Murdoch、1958年9月9日 - ）は、カナダの男性声優。アルバータ州カルガリー出身。

## 出演作品

### テレビアニメ
1995年
- G.I.ジョー・エクストリーム（ラムページ）

1997年
- ビーストウォーズメタルス 超生命体トランスフォーマー（クイックストライク）

1998年
- RoboCop: Alpha Commando

2000年
- Cardcaptors（スピニー / スピナー）
- ドラゴンボールZ（ベジータ王）※カナダ版

2001年
- ゾイド新世紀スラッシュゼロ（オマリー）

2002年
- 犬夜叉（珊瑚の父、狼野干）
- X-メン:エボリューション（チョップ）
- Super Duper Sumos
- トランスフォーマー アルマダ（スラスト）
- ムーチャ・ルーチャ!（フリーの父）

2003年
- MASTERキートン（医者）
- ロックマンエグゼ（エレキ伯爵）

2004年
- 地球防衛家族（ニュースキャスター）
- トランスフォーマー エネルゴン（スコルポノック（日本名はメガザラック）、ウイングセイバー）
- ぽぽたん（男）
- ロックマンエグゼ（エレキ伯爵）

2005年
- 鉄人28号（八木勝裕、レポーター3）
- 東京アンダーグラウンド（キオスクの男）
- トランスフォーマー サイバートロン（スカージ（日本名はフレイムコンボイ）〈第26話（日本版では第27話）のみ〉）
- 人間交差点（レポーター）
- ベビー・ルーニー・テューンズ

2006年
- オーバン・スターレーサーズ（カナレット）
- 灼眼のシャナ（岡田先生）
- Johnny Test
- トムとジェリー テイルズ（ブッチ）

2007年
- ジャングル・ジョージ ザ・シリーズ（テナガザル）

2009年
- Max Steel vs. The Mutant Menace（科学者2）

### 劇場アニメ
2002年
- 機動戦士ガンダム 逆襲のシャア
- 人狼 JIN-ROH（辺見）

### OVA
2002年
- 思春期美少女合体ロボ ジーマイン（辰之助）

2009年
- ウルヴァリンVSハルク（オメガレッド）

### ゲーム
2003年
- 機動戦士ガンダム めぐりあい宇宙（ガイア）

### 吹き替え
2001年
- D（コンピュータの声）

### テレビドラマ
1999年
- ミレニアム（ビジネスマン）

2003年
- スターゲイト SG-1（アードル・ハドレイグ）

### 実写映画
- マジック・ウォリアーズ（ドラゴン・コマンダーの声）